# Departamento Capayán
Capayán es un departamento en la provincia de Catamarca en Argentina. Su nombre deriva de la antigua parcialidad pazioca ("diaguita") de los capayanes. El departamento tiene una superficie de 4284 km².
Administrativamente se divide en 12 distritos: Capayán, Huillapima, Los Ángeles, Concepción, Colonia Nueva Coneta, Miraflores, San Pedro, Coneta, Colonia del Valle, Puestos del Sur, Chumbicha y Puestos del Norte.

## Límites
Limita al este con los departamentos Capital, La Paz, Ancasti, Valle Viejo y al norte con los departamentos Pomán y Ambato y al sur y oeste con la provincia de La Rioja.

## Población
Contó con 19 885 habitantes (Indec, 2022), lo que representó un incremento del 23.6% frente a los 16 085 habitantes (Indec, 2010) del censo anterior.La cifra ubicó al departamento como el tercero que más creció de la provincia.
| Gráfica de evolución demográfica de Departamento Capayán entre 1991 y 2022 |
|                                                                            |
| Fuente: censos nacionales del INDEC                                        |

## Localidades y parajes
| Localidades | Parajes |
| - Adolfo E. Carranza - Balde de la Punta - Capayán - Chumbicha - Colonia del Valle - Colonia Nueva Coneta - Concepción - Coneta - El Bañado - Huillapima - Los Ángeles - Miraflores - San Martín - San Pablo - San Pedro | - Agua Blanca - Chañarito - El Descanso - El Médano - El Potrero - El Quemado - El Rosario - La Carreta - La Estrella - La Libertad - La Montoza - Las Breas - Las Palmas - Los Cano - Los Divisaderos - Los Raigones - Nueva Coneta - Pozo Lindo - Pozo Tigre - Puesto Carrizo - Puesto Nuevo - Puestos Capayan - Puestos de Concepción - San Gabriel - San Gerónimo - Santa Ana - Sisi Huasi - Telaritos - Trampasacha - Vacas Muertas - Villa Capayán |

## Sismicidad
La sismicidad de la región de Catamarca es frecuente y de intensidad baja, y un silencio sísmico de terremotos medios a graves cada 30 años en áreas aleatorias. Sus últimas expresiones se produjeron:
- 21 de octubre de 1966 (58 años), a las 12.39 UTC-3 con 5,0 Richter; como en toda localidad sísmica, aún con un silencio sísmico corto, se olvida la historia de otros movimientos sísmicos regionales
- 3 de noviembre de 1973 (51 años), a las 14.17 UTC-3 con 5,8 Richter: además de la gravedad física del fenómeno se unió el olvido de la población a estos eventos recurrentes
- 7 de septiembre de 2004 (20 años), a las 8.53 UTC-3, con una magnitud aproximadamente de 6,5 en la escala de Richter (terremoto de Catamarca de 2004)[7]